# Cúpula gallonada

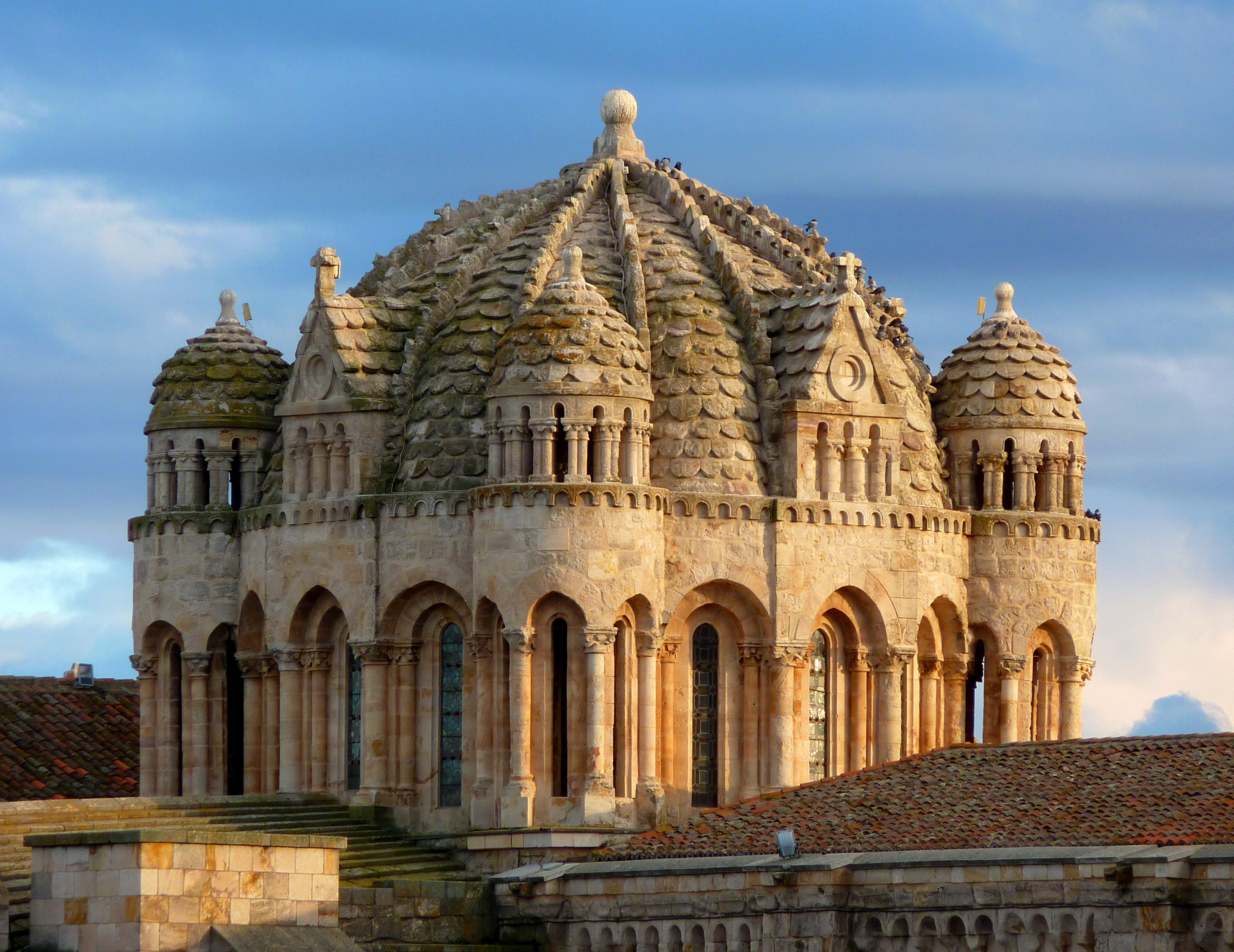
Cúpula gallonada de la catedral de Zamora

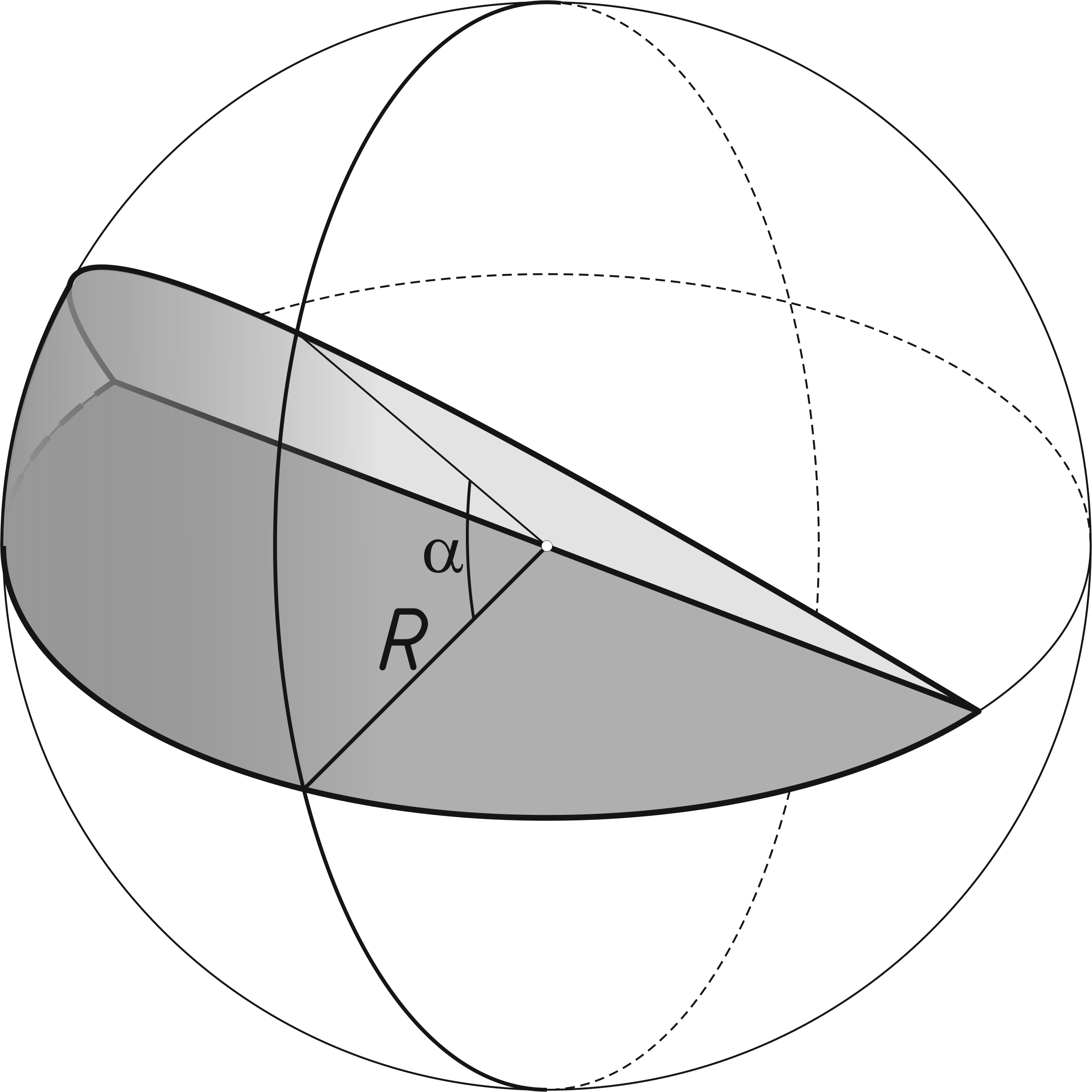
Un galló idealitzat d'una possible volta

La cúpula gallonada o cúpula lobulada és un tipus de cúpula composta per nervadures de mig punt (semicircumferències) i superfícies còncaves (plementeria) que uneixen els gallons d'una taronja. La unió d'aquests elements crea arestes entrants que convergeixen al centre de la volta. Substitueix les voltes de quadrant cobrint espais de planta poligonal, generalment octogonals. Hi ha cúpules gallonades en l'arquitectura romànica: les famoses de la Catedral de Zamora; i altres de més modernes com les d'Antonio Palacios al Cercle de Belles Arts de Madrid, o molt més estilitzades com la coberta de L'Oceanogràfic de València. Aquest tipus de cúpules sembla tenir l'origen en l'arquitectura romana d'Orient.

## Característiques
Encara que poden veure's exemples de cúpules gallonades en l'arquitectura romana d'Orient, com és el cas de la cúpula interior de l'església de Sant Sergi i Sant Bacus i de Cora a l'antiga Constantinoble, la seua influència passà a l'arquitectura islàmica, i així, a l'Al-Àndalus els musulmans aprengueren dels constructors romans d'Orient i n'apareixen en la arquitectura nassarita. Així sembla trobar-les en diversos exemples l'arquitecte i restaurador Torres Balbás a l'Alhambra de Granada. Aquest art de construir voltes es traspassà a Amèrica, i el seu primer exemple és l'església de Sant Maties d'Iztacalco (Mèxic).
La planta que cobreix aquest tipus de voltes sol ser quadrada (quatre cascs), o octogonal (vuit cascs). A vegades se sosté en una galeria o torre de planta quadrada que passa a un octàgon per l'ocupació de trompes situades en un tambor. Les seccions de la superfície de la volta tenen una curvatura negativa, és a dir, són còncaves. Aquesta situació fa que tinguen un aspecte «inflat» vistes des de fora.